# Gran Bahama Occidental
Gran Bahama Occidental (en inglés: West Grand Bahama) es uno de los 31 distritos de Las Bahamas.
El distrito cubre toda la parte occidental de la isla Gran Bahama, con exclusión de la ciudad de Freeport, que forma su propio distrito. Las comunidades de Gran Bahama Occidental incluyen los asentamientos de los Ocho Mile Rock, Pinder's Point, Holmes Rock y el asentamiento más al oeste de West End. El desarrollo económico de West End ha estado dominado por un hotel y puerto deportivo situado en el extremo de la isla Gran Bahama y que hoy se conoce como Old Bahama Bay.
- Datos: Q2702338